# Árni beiskur
Árni beiskur, eller på svenska Arne den bittre (den bokstavliga översättningen av beiskur är besk), död 22 oktober 1253. 
Arne är en av karaktärerna i Íslendinga saga, som är den största delen av Sturlungasagan.
Han är känd som den som gav Snorre Sturlasson nådastöten 1241 på uppdrag av Gissur Thorvaldsson, som var hans hövding. Han blev tvingad av Símon knútur, en annan av Gissurs män, att slå det dräpande slaget, innan han själv gav Snorre några sår.
I en hämndaktion vid slaget vid Flugumýrarbrenna, år 1253, tillfångatogs en svårt skadad Arne. Kolbeinn Dufgusson säger då Om Snorre Sturlasson skall bli ihågkommen kan du inte bli skonad.
Arne svarar Jag skall inte be om nåd. Jag ser att här bredvid mig ligger en annan som jag vill följa, och tittar på Gissur Thorvaldssons döda son, Hallur Gissurarson, som hade dött i striden.